# カウンターウエイト

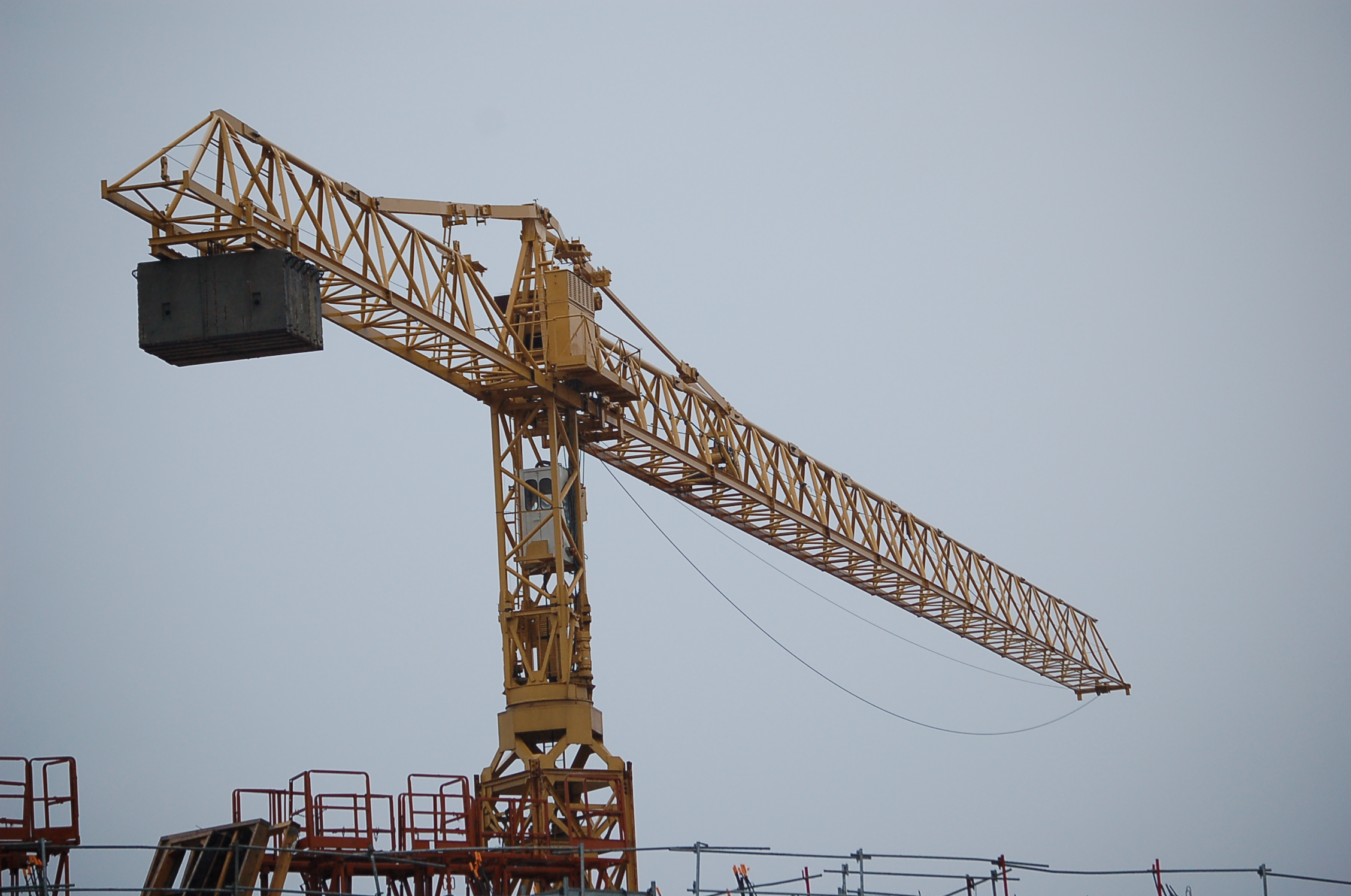
クライミング式つち形クレーンと、それに取り付けられたカウンターウエイト（クレーン左側）

カウンターウェイト（英語: counterweight）とは、つり合いを取るための重りである。

## 用途

宇宙エレベータの上部にはカウンターウェイトが取り付けられている。

カウンターウエイトは、エレベーター（昇降機）やクレーン（起重機）、油圧ショベルなど、各種機械装置に用いられる。重心から離れた位置に荷重がかかった時に重心の移動が許容範囲内に収まり、装置が安定するようにする。
エレベーターやクレーンなどには専用の重りを取り付けてカウンターウエイトにする場合が多いが、フォークリフトがエンジンやバッテリー等の重量物をカウンターウエイトとして用いているように、特別な重りを追加せず、設計の工夫によって役割を担っている場合もある。

## 動作

### トレビュシェット
トレビュシェットには主に5つの部位から構成される。梁、カウンターウェイト、フレーム、ガイドシュート、つり鎖である。カウンターウエイトが下がる時に梁が回転して運動エネルギーを投擲物に与える梁は、しなってはならない。

### クランクシャフト
カウンターウェイトは回転の変動を減らす為に多くの回転装置に用いられている。典型的な例としてピストンエンジンのクランクシャフトについているものが挙げられる。

### デスクランプ
いくつかのランプには、照明の角度を維持する為のカウンターウェイトが取り付けられている。

### 砲塔
軍艦や戦車の砲塔は、当初はおおよそ円形に近かったが、砲の強大化と前面装甲が厚くなったことで重心が前方に偏りがちになり、旋回を妨げないようターレットリングにかかる重量を均一にするために、砲塔後部にカウンターウェイトを兼ねたバスルと呼ばれる張り出しを設けるようになった。砲･装甲とも強大な戦艦や主力戦車の砲塔は、バランスをとるためバスルも大型になりやすい。バスル内部は装填作業スペースや弾倉などに有効活用されるが、後から砲や装甲の強化改修を行ったものでは増加装甲を兼ねた単なるウェイトを溶接していることもある。

### 宇宙エレベータ
宇宙エレベータは、惑星などの表面から静止軌道上にある宇宙ステーションまで人間や物資を輸送するために構想され、宇宙空間に到達するエレベーターの端にはカウンターウエイトが取り付けられている。